# Storbritannien i olympiska vinterspelen 1968
Storbritannien deltog med 38 deltagare vid de olympiska vinterspelen 1968 i Grenoble. Ingen av landets deltagare erövrade någon medalj.